# بادخورک رنگ‌پریده
بادخورک رنگ‌پریده یا بادخورک کمرنگ (در ایران به نام بادخورک دودی) (نام علمی: Apus pallidus) نام یک گونه از سرده بادخورک‌ها است.